# Жива Чиклован
Жива Чиклован Тоза (Панчево, 15. фебруар 1920 — Београд, 21. септембар 1972) био је учесник Народноослободилачке борбе, службеник Републичког секретаријата за унутрашње послове СР Србије и песник.

## Биографија
Рођен 15. фебруара 1920. године у Панчеву. Након завршене основне школе, долази у Београд, где почиње да учи графички занат. Још као шегрт заинтересовао се за револуционарни раднички покрет. Потом је постао члан Савеза комунистичке омладине Југославије (СКОЈ), а 1937. са свега седамнаест година и члан тада илегалне Комунистичке партије Југославије (КПЈ). Извесно време био је члан Покрајинског комитета СКОЈ за Србију.
Након окупације Југославије, 1941. остао је у Београду и учествовао у првим акцијама против окупатора. Октобра 1941. напушта Београд и одлази на Јастребац, где постаје борац Јастребачког партизанског одреда и тада добија партизанско име Тоза. У Одреду се налазио на дужностима партијског руководиоца чете, батаљона и одреда, а потом и политичког комесара Одреда. Био је и члан Окружног комитета КПЈ за Ниш.
Новембра 1943. постављен је за политичког комесара Прве јужноморавске бригаде, са којом је крајем истог месеца учествовао у њеном чувеном маршу кроз Шумадију и Босну, где је ушла у састав Пете крајишке дивизије. Након расформирања бригаде, налазио се у Трећој српској ударној бригади.
Након ослобођења, ступио је у Одељење за заштиту народа (ОЗНA) за Србију, где је био учесник многих акција у којима су ликвидиране преостале четничке групе. Био је један од 11 непосредих уесника операције хапшења Драже Михаиловића, марта 1946. у источној Босни.
После тога се налазио на разним дужностима у Републичком секретаријату за унутрашње послова Србије (РСУП) — опуномоћеник Управе државне безбедности (УДБ) за Београд, шеф одсека и начелник одељења у РСУП СР Србије и др. Потом је од 1967. био саветник у Извршном већу Скупштине СР Србије. Имао је чин пуковника ЈНА у резерви.
Умро је 21. септембра 1972. у Београду и сахрањен је у Алеји народних хероја на београдском Новом гробљу.
Носилац је Партизанске споменице 1941. и других југословенских одликовања, међу којима су — Орден заслуга за народ првог реда, Орден братства и јединства првог реда, Орден партизанске звезде трећег реда и два Ордена за храброст.